# Gastón García
Darío Osvaldo Gastón García Aguilar (* 20. července 1968 Rosario) je bývalý argentinský zápasník – judista.

## Sportovní kariéra
S judem začínal v útlém dětství v Rosariu v provincii Santa Fe. V argentinské mužské reprezentaci se pohyboval od roku 1986 v polostřední váze do 78 (81) kg. V roce 1988 startoval na olympijských hrách v Soulu, kde prohrál ve třetím kole na ippon s Polákem Waldemarem Legieněm. Přes opravy obsadil dělené 7. místo. V roce 1992 na olympijských hrách v Barceloně prohrál ve třetím kole s Japoncem Hidehiko Jošidou v boji na zemi submisí. Přes opravy se do bojů o medaile neprobojoval.
V roce 1995 zvítězil před domácím publikem na Panamerických hrách v Mar del Plata. V roce 1996 na olympijských hrách v Atlantě prohrál ve čtvrtfinále na ippon kombinací o-uči-gari+o-soto-gari s Francouzem Djamelem Bourasem. V souboji o třetí místo proti Jihokorejci Čo In-čcholovi se dopustil podobné technické chyby jako ve čtvrtfinále. Po prohrané kumikatě se situaci snažil zachránit zvědačkou, silou jí však neurval a soupeři pouze usnadil dokončení vítězné techniky. Obsadil 5. místo.
V roce 2000 při svém čtvrtém startu na olympijských hrách v Sydney předvedl opět výborný výkon. V úvodním kole zaskočil hned v první minutě vítěznou uči-matou Ázerbájdžánce Mehmana Azizova. Ve třetím kole však podobně rychle prohrál na ippon technikou kata-guruma s Japoncem Makoto Takimotem. Přes opravy se do bojů o medaile neprobojoval a vzápětí ukončil sportovní kariéru. Věnuje se trenérské práci.

## Výsledky
| Olympijské hry          |     |   | 7. |   |    |     | úč. |     |    |     | 5. |     |   |     | úč. |  |  |  |  |  |  |  |  |
| Mistrovství světa       |     | — |    | — |    | úč. |     | úč. |    | úč. |    | úč. |   | úč. |     |  |  |  |  |  |  |  |  |
| Panamerické hry         |     | — |    |   |    | 3.  |     |     |    | 1.  |    |     |   | 3.  |     |  |  |  |  |  |  |  |  |
| Panamerické mistrovství | —   |   | 2. |   | 3. |     | 3.  |     | 1. |     | —  | 2.  | — | —   | —   |  |  |  |  |  |  |  |  |
| Jihoamerické hry        | ?   |   |    |   | ?  |     |     |     | ?  |     |    |     | ? |     |     |  |  |  |  |  |  |  |  |
| MS junirů               | úč. |   |    |   |    |     |     |     |    |     |    |     |   |     |     |  |  |  |  |  |  |  |  |